# Vivre la nuit

Vivre la nuit est un film franco-italien réalisé par Marcel Camus, sorti en 1968.

## Synopsis
Bourgoin utilise Philippe pour attirer la clientèle d'un autre établissement dans la boîte de nuit qu'il veut ouvrir à Pigalle.

## Fiche technique
- Titre : Vivre la nuit
- Réalisation : Marcel Camus
- Assistant réalisateur : Philippe Monnier
- Scénario : Paul Andréota
- Photographie : Jean Boffety
- Son : Jean Labussière
- Musique : Serge Gainsbourg, Claude Bolling
- Montage : Andrée Feix
- Sociétés de production : Les Films Marceau (Paris) - Speva Films - Filmsonor - Variety Films
- Directeur de production : Irénée Leriche
- Pays d'origine :  France -  Italie
- Genre : drame
- Durée : 100 minutes
- Date de sortie : 
  - France : 17 mai 1968

## Distribution
- Catherine Jourdan : Nora
- Jacques Perrin : Philippe
- Estella Blain : Nicole
- Serge Gainsbourg : Mathieu
- Georges Géret : Bourgoin
- Michel Creton
- Juliette Mills
- Maurice Auzel
- Michel Charrel
- Venantino Venantini
- Pierre Maguelon
- Robert Berri
- Marcel Gassouk
- Hervé Vilard
- Albert Minski